# Geraldo de Barros
Geraldo de Barros (Chavantes, 27 de febrero de 1923- São Paulo, 17 de abril de 1998) fue un artista  brasileño polifacético, fundamentalmente conocido por su labor como fotógrafo y pintor, aunque también trabajó en el diseño industrial y tenía un especial gusto por el grabado.

## Biografía
Geraldo de Barros estudió diseño y pintura bajo la tutela de los pintores Clóvis Graciano, Collete Pujol e Yoshioka Takaoka. A los 16 años construye su propia cámara fotográfica con la que toma sus primeras fotografías. Esta incursión vino acompañada de exploraciones en el aspecto técnico de la disciplina experimentando con los negativos y los procesos de revelado.
Funda el Grupo 15 en 1947 junto a una quincena de pintores en su mayoría de origen japonés. El colectivo es influenciado por artistas de inicios del siglo como Paul Klee y Wassily Kandinsky, así como del movimiento de la escuela de la Bauhaus. Ese mismo año instaura un estudio fotográfico en el centro de São Paulo con Athaíde de Barros[cita requerida]  y se une a las filas del Foto Cine Club Bandeirante, junto a los fotógrafos Thomas Farkas, Germán Lorca y José Yalenti.
En esta época, de Barros da forma a una de sus series más relevantes, Fotoformas (1948-1950), en dónde experimenta con la superposición de fotogramas. El trabajo fue realizado con una cámara Rolleiflex 6x6 y fuertemente influenciado por las teorías de la Gestalt.
En 1949 fue el encargado de organizar el laboratorio fotográfico del Museo de Arte de São Paulo (MASP). Posteriormente enriqueció su formación en la Escuela Nacional Superior de Bellas Artes de París, donde estudió litografía en 1951, apoyado por una beca del gobierno francés. Al mismo tiempo, estudió grabado en el estudio de Stanley William Hayter. También acudió a la Escuela Superior de Forma de Ulm, en Alemania, donde estudió artes gráficas con Otl Aicher y tuvo la oportunidad de conocer a Max Bill, uno de los principales teóricos del arte concreto.
De vuelta en Brasil, Barros presenta Fotoformas en su primera exposición en el Museo de Arte de São Paulo, en 1950. Un año después, es premiado en la primera Bienal Internacional de São Paulo. Influenciado por el pensamiento socialista, en 1954 funda la cooperativa de fabricación de muebles Unilabor, junto con Frei João Batista. El mismo año gana el concurso de diseño para el cuarto Centenario de la ciudad de São Paulo. Su incursión en el mundo del diseño gráfico se verá reflejada en la fundación de la agencia Form-Inform, junto con Ruben Martins y Alexandre Wollner. Con este último, de Barros crea también una obra de teatro para el Festival Internacional de Cine de la ciudad.
Unilabor cierra sus puertas en 1964 y Gerardo de Barros inicia una nueva fábrica de muebles: Hobjeto Móveis. En 1966 funda la Galería Rex con Wesley Duke y Nelson Leirner. Luego de nuevas exploraciones en el arte pop y la publicidad en los años 1970, el artista vuelve al arte concreto durante la siguiente década. El trabajo de esta época es caracterizado por su uso de la fórmica. En 1987, su obra es expuesta en Suiza, despertando el interés internacional por su trabajo y propiciando nuevas exposiciones en Francia, Alemania y Estados-Unidos.
Al mismo tiempo, Gerardo de Barros sufre una serie de infartos que lo dejan paralizado y deja la fotografía durante varios años.
En 1993, su hija, Fabiana de Barros, organiza una exposición de su obra en el Museo de l'Élysée de Suiza. En 1996, debilitado por problemas de salud derivados de su edad, retoma la fotografía, fundamentalmente gracias a la ayuda de su asistente, la fotógrafa Ana Moraes. A lo largo de dos años, de Barros logra realizar las 250 fotografías que forman su última producción: Sobras. Este trabajo será galardonado años después con el Premio Nadar de fotografía 2017.
Después de varias semanas internado por una hemorragia gástrica, Gerardo de Barros muere el 17 de abril de 1998 a los 75 años de una embolia pulmonar en São Paulo.
En 1999, el Museo Ludwig en Alemania presenta una retrospectiva del trabajo del artista.

## Trabajo e influencias
Las imágenes de Geraldo de Barros se forman a partir de lo efímero, de fragmentos, de lo discontinuo. Sus composiciones son reordenaciones de los elementos iniciales y muestran su inquietud por la relación entre arte y sociedad. Fue fundador de otros movimientos y asociaciones artísticas, como el Grupo Ruptura. En este sentido fue uno de los pioneros de la fotografía abstracta y moderna en Brasil, además de ser considerado uno de los más importantes representantes brasileños del arte concreto.[cita requerida].
Coherente con su trayectoria, sus trabajos tienen una estrecha relación con el contexto histórico, político y artístico en el que se producen. Su influencia del movimiento construtivista y del arte concreto cambia su visión de la representación de la realidad y le lleva a aplicar nuevas reglas. Sus fotogramas representan un nuevo proceso en la fotografía brasileña, que explora campos más allá de la representación.[cita requerida]

## Publicaciones
- Geraldo de Barros 1923 - 1998. Fotoformas. Múnich: Prestel, 1998.
- Fotoformas: Geraldo de Barros: fotografias = photographies. São Paulo: Raízes, 1994.

## Premios
- 1951: Bienal Internacional de São Paulo.
- 2017: Premio Nadar, por la serie Sobras